# Scalidophora
Scalidophora (synoniem: Cephalorhyncha) is de verzamelnaam van een groep mariene ongewervelden, bestaande uit de drie stammen Kinorhyncha (stekelwormen), Priapulida (peniswormen) en Loricifera (corsetdiertjes). De groep wordt meestal gezien als een superstam.
Scalidophora is een zustergroep van Nematoida (rondwormen).

## Kenmerken
De morfologische samenhang tussen Scalidophora is op basis van een introvert met scaliden en de aanwezigheid van twee ringen, bestaande uit spieren die kunnen oprollen.
Autapomorfieën zijn:
- Scaliden
- Lichaam in drie onderverdeeld: introvert (proboscis), nek en de buikstreek
- Het introvert zelf
- Voortbewegingsorgaan kan omkeren en ingetrokken worden
- Stekels op het introvert zijn veelzijdig symmetrisch en komen waarschijnlijk in een 30-tal rijen voor
- De holte onder de cuticula (de verharde laag) is gevuld met opperhuid en receptoren
- Kegelvormige mond
- Ze bevatten een uitrekbare structuur met scalide-achtige zintuigcellen (bijvoorbeeld smaakpapillen)

Als voortbewegingsorgaan hebben ze een proboscis met lange stekels, die veelzijdig symmetrisch gerangschikt staan.

## Evolutie
Gedurende de evolutie hebben de Scalidophora een beweegbare proboscis (een soort slurf) met scaliden (lange stekels voor de voortbeweging in zachte sedimenten) ontwikkeld.

## Classificatie
- Scalidophora
  - Vinctiplicata
    - Stam Priapulida
    -  Stam Loricifera

  - Stam Kinorhyncha

Omdat de Scalidophora veel gelijken op de Panarhtropoda en Nematoida, zijn deze allen ingedeeld in de superstam Ecdysozoa.